# Günter Kubasch
Günter Kubasch (* 15. Juli 1951) ist ein ehemaliger deutscher Radrennfahrer und nationaler Meister im Radsport.

## Sportliche Laufbahn
Kubasch siegte 1976 bei den DDR-Straßen-Radmeisterschaften im Mannschaftszeitfahren auf der Straße mit dem SC Karl-Marx-Stadt. Mit ihm gewannen Joachim Vogel, Lothar Pfuhl und Thomas Schneider den Titel. 1974 war er mit dem Vierer Dritter in dieser Disziplin geworden. Sein erster Erfolg in der Leistungsklasse der DDR war 1974 der Sieg im Großen Preis von Carl Zeiss Jena. 1976 wurde er Vierter der DDR-Meisterschaft im Straßenrennen. 
Dreimal war er am Start der DDR-Rundfahrt, sein bestes Resultat war der 44. Platz 1974. Er gewann in der DDR-Leistungsklasse einige Kriterien, größere Erfolge neben dem Straßentitel konnte er nicht verzeichnen. 1979 beendete er seine Laufbahn.